# Stanisław Brun

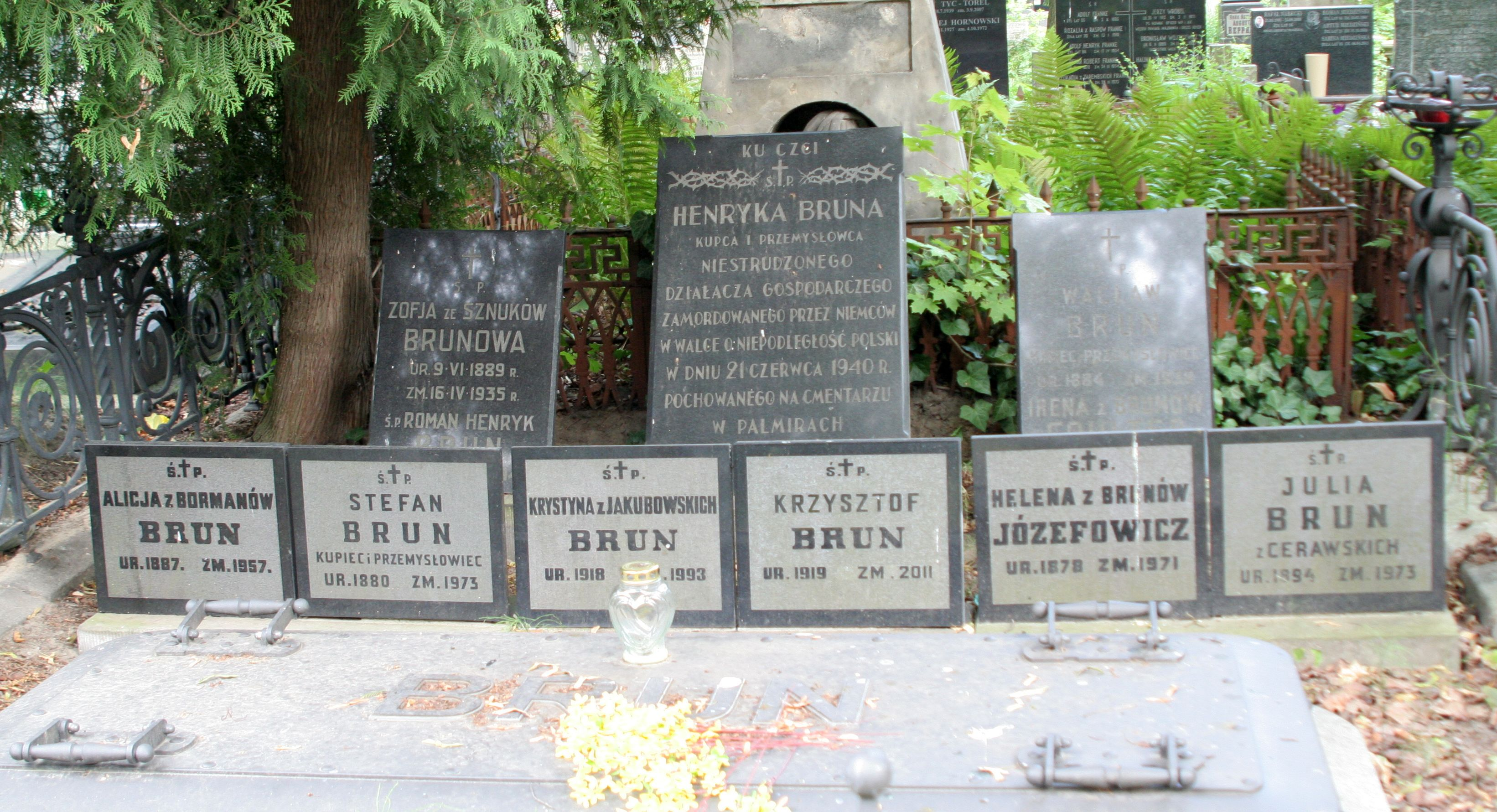
Grób rodziny Brun, cmentarz ewangelicko-augsburski w Warszawie

Stanisław Henryk Brun herbu Łabędź, (ur. 2 lipca 1830, Warszawa, zm. 5 lipca 1912 tamże) – warszawski kupiec i działacz społeczny, ewangelik.
Stanisław był jednym z pięciorga dzieci znanej postaci w życiu kupiectwa warszawskiego, Krzysztofa Fryderyka Bruna, i Juliany Joanny z Weissów (zm. 1841). Ojciec otrzymał w roku 1856 szlachectwo Królestwa Polskiego z herbem Łabędź. Pochodząc z niezamożnej rodziny rzemieślników o niemieckich lub raczej, na co wydaje się wskazywać nazwisko, hugenockich korzeniach, dorobił się znacznego majątku w branży żelaznej i prowadził od 1852 własne przedsiębiorstwo "Krzysztof Brun i Syn", które w 1860 przekazał w całości Stanisławowi.
Stanisław Brun praktykował w firmie ojca, naukę zawodu ukończył mając 19 lat, po czym pomagał ojcu w prowadzeniu przedsiębiorstwa. Jednocześnie udzielał się społecznie – był najpierw radcą handlowym, potem członkiem zarządu w Banku Polskim, członkiem zarządu Czerwonego Krzyża i Kasy im. Mianowskiego. Działając w Zgromadzeniu Kupców Warszawskich, doprowadził do stworzenia niedzielnej szkoły handlowej i ufundował dla jej elewów trzy stypendia. Działał także w warszawskiej parafii ewangelickiej pw. św. Trójcy, gdzie był rewizorem jej rachunków.
Brun poślubił Marię Fryderykę (zm. 1895), córkę księgarza i wydawcy Gustawa Adolfa Sennewalda, i miał z nią m.in. syna Stanisława Gustawa Wilhelma (zm. 1925), który po śmierci ojca przejął rodzinne przedsiębiorstwo. Istniało do roku 1939 pod nazwą "Krzysztof Brun i Syn, Sp. Akc.handlu towarami żelaznymi" z główną siedzibą na ul. Bielańskiej 2, róg Placu Teatralnego i z pięcioma filiami w stolicy.
Wszyscy Brunowie pochowani są w grobowcu rodzinnym na warszawskim cmentarzu ewangelickim (aleja 24 nr 3/5).